# 잉글리쉬 티처
잉글리쉬 티처(The English Teacher)는 미국에서 제작된 크레이그 지스크 감독의 2013년 코미디, 드라마 영화이다. 줄리안 무어 등이 주연으로 출연하였다.

## 출연

### 주연
- 줄리안 무어
- 릴리 콜린스
- 마이클 안가라노

### 조연
- 네이단 레인

## 제작진
- 미술: 마이클 쇼
- 의상: 엠마 포터